# Partido Comunista de Lesoto
El Partido Comunista de Lesotho (Mokhatio oa Makomonisi a Lesotho) fue fundado el 5 de mayo de 1962 por John Motloheloa, otros líderes fundacionales relevantes fueron Edward Mofutsanyana, Mokhafisi Kena y Joe Methews.
En febrero de 1970 el partido fue oficialmente ilegalizado, aunque prosiguió con sus actividades políticas en la clandestinidad, para regresar a la legalidad en 1991.
Con la caída del apartheid en Sudáfrica el Partido Comunista de Lesoto abogó por la integración de su país en la república sudafricana. En la actualidad su líder es Mokhafisi Kena.
- Datos: Q4229906